# Heroes of Might and Magic V: Tribes of the East
Heroes of Might and Magic V: Tribes of the East je druhý datadisk pro tahovou strategii Heroes of Might and Magic V. Je to samostatný produkt, takže k jeho hraní není potřeba původní hra.

## Nový obsah
- 8 nových objektů na mapách
- 8 nových artefaktů
- 8 nových kouzel
- Nová kampaň obsahující prolog a 15 misí ve 3 kapitolách, které přinášejí nový scénář a postavy
- Nové mapy pro singleplayer i multiplayer

### Orkové
Orkové jsou nová rasa, která nemůže používat magii, ale namísto ní má k dispozici válečné pokřiky, které podporují vlastní jednotky nebo oslabují a zraňují nepřátelské. Jednotky orků mají schopnost bojového vzteku (blood rage), díky které jsou schopni způsobovat nepříteli bonusová zranění. Avšak pokud body této schopnosti klesnou, způsobuje jednotka nižší poškození. Blood rage se jednotkám zvyšuje při vítězné bitvě, zabití spolubojovníka nebo nepřítele. Naopak klesá když je jednotka zraněna nebo vynechá tah. Hradem orků je tvrz.

## Kampaně

### Kampaň Quroqa
Skřetí chán Qurog chce osvobodit skřetí otroky, které sedláci v Havraním vévodství používají na práci. Rychle osvobodí kentaury, gobliny, zabijáky a kyklopy. S nimi dobude hlavní město havraního vévodství Havraní vrch a zcela ho zničí. Alaric, biskup královny Isabely, skřetí povstání potlačí a většinu skřetů pozabíjí.

### Kampaň nekropole
Giovanni, pán upírů, dá za úkol Ornelle, vůdkyni Býčího vévodství a své učednici na nekromantku, aby dobyla Iluma-nadin. Po bitvě se Ornella seznámí s Arantirem, vládcem Hereshe, a je poslána do Nar-Ankaru, kde je prověřena zkouškami Pavoučí bohyně. Arantir jde do Stříbrných měst, aby se zde dozvěděl informace o sílícím kultu démonů na Ashanu. Ornella se mezitím po zkouškách setkává s Arantirem v Býčím vévodství a postupně očišťují Býčí a Vlčí vévodství od démonické nákazy. Při výpravě se také setkává Arantir s Kudžin. Nakonec dobudou Arantir a Ornella město Flammerschrein, kde sídlí církev svaté Isabely, kterou vedl Alaric. Zde také pošle Arantir Isabelinu duši do jejího těla. Tady také nachází informace o Temném mesiášovi a lebce stínů, kterou musí získat dříve než démoni.

### Kampaň Gotaie
Gotai, když se dozvídá o smrti svého otce, chce ho pomstít a zabít Alarica. Kudžin na něho však naléhá, aby se nejprve stal chánem skřetů. To Gotai také provede a stane se novým skřetím chánem. Gotai dobývá gryfí města na Východě a poté napadá Stříbrná města a dobývá Shahidbiu, město kde je Kunyakův hrob a rodiště skřetů. Kudžin mezitím navštěvuje skřetí kmeny po celém Ranaaru, aby se přidali ke Gotaiovi. To se jí podaří a táhne s vojskem za Gotaiem do Stříbrných měst. Gotai uctívá Kunyakův hrob a pomstí svého otce tím, že zabije Alatica i s jeho vojskem. Po jeho smrti se ihned setkává s Kudžin a jdou do Gryfí říše zaútočit na Talonguard.

### Kampaň Zehira
Gotai s Kudžin se v Shahidbyi setkávají se Zehirem, arcimágem Stříbrných měst. Vyjednají s ním spojenectví a společný útok na Talonguard. Zehir se vydává do Ygg-Challu, kde dohodne pomoc s Ylayou. Pokračuje do Gryfí říše, kde provede s kněžími rituál, který odhalí démony a poté dohodne spojenectví také s Freydou a Duncanem, kteří vedou rebely. Poslední cesta vede do Grinheimu, země trpaslíků, kde se setkává s Wulfstanem a Hangvulem. Chce se sejít s Arkathem, bohem kovářů a patronem trpaslíků. v tom mu chce zabránit Wulfstanův bratr Rolf. Zehir Rolfa porazí a setkává se s Arkathem, který Wulfstana určí novým králem. Spojenecká vojska už jsolu na cestě a Zehir míří k Talonguardu, aby zde zabil Biaru, falešnou královnu, a dosadil na trůn pravou Isabelu. Spojenci dobudou démonická města v podzemí a srovnají je se zemí. Temní elfové, skřeti, trpaslíci, rebelové a mágové stanou před hradbami Talonguardu, kde sídlí Biara, který za velkých ztrát dobudou a Biaru nakonec Isabela zabije. Isabela abdikuje a na trůn dosadí Freydu s Duncanem. Tímto končí Gryfí říše a začíná Říše jednorožců.

## Nové prvky a změny
- Možnost alternativních upgradů jednotek - po postavení druhého stupně verbovací budovy dostává hráč možnost zvolit si při vylepšování jednotky ze dvou upgradů. Každý z nich stojí stejně zlata, ale liší se jak vzhledem tak vlastnostmi. Mezi jednotlivými vylepšeními lze jednotky za poplatek přecvičit.
- Možnost skládat artefakty do sad (jako například ve hře Diablo II: Lord of Destruction) a získat tak zvláštní bonusy.
- Byl předělán systém schopností pro jednotlivé hrdiny. Každému hrdinovi byly přidány nové schopnosti, které se může naučit a byly zmírněny požadavky, které hráč musí splnit pro dosažení finální schopnosti (dříve bylo potřeba mít s hrdinou 4 konkrétní dovednosti, nyní pouze 3).

## Jednotky

### Tvrz
- Level 1. Goblin → Goblin lovec nebo Goblin medicinman
- Level 2. Kentaur → Kentaur kočovník nebo Kentaur nájezdník
- Level 3. Bojovník → Bijec nebo Štváč
- Level 4. Šamanka → Dcera nebes nebo Dcera země
- Level 5. Zabiják → Kat nebo Náčelník
- Level 6. Wyverna → Odporná wyverna nebo Paokai
- Level 7. Kyklop → Nezkrotný kyklop nebo Krvežíznivý kyklop

### Alternativní vylepšení

#### Azyl
Vylepšení pro azyl jsou totožná s jednotkami, které se objevily v datadisku Hammers of Fate jako Odpadlíci azylu.
- Level 1. Vymáhač
- Level 2. Mistr kuše
- Level 3. Zastánce
- Level 4. Bojový gryf
- Level 5. Fanatik
- Level 6. Šampion
- Level 7. Padlý anděl

#### Peklo
- Level 1. Rošťák
- Level 2. Rohatý veterán
- Level 3. Plamenný pes
- Level 4. Svůdkyně
- Level 5. Pekelný hřebec
- Level 6. Pekelný řezník
- Level 7. Arcidémon

#### Nekropole
- Level 1. Kostlivý válečník
- Level 2. Hnijící zombie
- Level 3. Poltergeist
- Level 4. Princ upírů
- Level 5. Pán lichů
- Level 6. Bánší
- Level 7. Nehmotný drak

#### Kobka
- Level 1. Stopař
- Level 2. Krvavá sestra
- Level 3. Vůdce minotaurů
- Level 4. Hbitý nájezdník
- Level 5. Ohavná hydra
- Level 6. Paní stínu
- Level 7. Červený drak

#### Akademie
- Level 1. Gremlin sabotér
- Level 2. Elementální chrlič
- Level 3. Magnetický golem
- Level 4. Bojový mág
- Level 5. Džin vezír
- Level 6. Rakšasa Kšatra
- Level 7. Bouřný titán

#### Hvozd
- Level 1. Nymfa
- Level 2. Tanečník větru
- Level 3. Mystický střelec
- Level 4. Nejvyšší druid
- Level 5. Panenský jednorožec
- Level 6. Zuřivý ent
- Level 7. Křišťálový drak

#### Pevnost
- Level 1. Strážce hor
- Level 2. Harpunář
- Level 3. Jezdec na bílém medvědu
- Level 4. Zuřivec
- Level 5. Plamenný strážce
- Level 6. Pán hromů
- Level 7. Sopečný drak